# 155 TCN
Năm 155 TCN là một năm trong lịch Julius. 

## Mất
- Bạc phu nhân